# Palamas
Palamas (tiếng Hy Lạp: ?) là một khu tự quản ở vùng Thessalía, Hy Lạp. Khu tự quản Palamas có diện tích 383 km², dân số theo điều tra ngày 18 tháng 3 năm 2001 là 18500 người.